# Communauté de communes des Monts d'Or Azergues
La communauté de communes des Monts d'Or Azergues est une ancienne communauté de communes française, située dans le département du Rhône, en région Rhône-Alpes, qui existe de 1994 à 2013.

## Historique
Elle est l'une des premières communautés de communes créée dans le Rhône par l'arrêté préfectoral du 29 décembre 1993 et entre en vigueur le 1er janvier 1994. Elle comporte alors six communes.
Le 1er janvier 2011, la commune de Lissieu la quitte pour rejoindre le Grand Lyon.
Le 1er janvier 2014, elle fusionne (sauf Quincieux qui rejoint le Grand Lyon en juin 2014) avec les communautés de communes Beaujolais-Saône-Pierres-Dorées (sauf Liergues qui rejoint la CAVBS), des Pays du Bois d'Oingt (sauf Jarnioux et Ville-sur-Jarnioux qui rejoignent la CAVBS) et Beaujolais Val d'Azergues pour former la communauté de communes Beaujolais-Pierres Dorées.

## Communes
| Nom                 | Code Insee | Gentilé    | Superficie (km2) | Population (dernière pop. légale) | Densité (hab./km2) |
| ------------------- | ---------- | ---------- | ---------------- | --------------------------------- | ------------------ |
| Les Chères (siège)  | 69055      | Chérois    | 5,46             | 1 446 (2014)                      | 265                |
| Chasselay           | 69049      | Chasselois | 12,78            | 2 747 (2014)                      | 215                |
| Civrieux-d'Azergues | 69059      | Sévériens  | 5,02             | 1 528 (2014)                      | 304                |
| Marcilly-d'Azergues | 69125      | Marcillois | 4,18             | 859 (2014)                        | 206                |
| Quincieux           | 69163      | Quincerots | 17,72            | 3 398 (2014)                      | 192                |

## Compétences
- Collecte des déchets des ménages et déchets assimilés
- Traitement des déchets des ménages et déchets assimilés
- Lutte contre les nuisances sonores
- Autres actions environnementales
- Activités sanitaires
- Activités sociales
- Création, aménagement, entretien et gestion de zone d'activités industrielle, commerciale, tertiaire, artisanale ou touristique
- Création, aménagement, entretien et gestion de zone d'activités portuaire ou aéroportuaire
- Action de développement économique (Soutien des activités industrielles, commerciales ou de l'emploi, Soutien des activités agricoles et forestières...)
- Construction ou aménagement, entretien, gestion d'équipements ou d'établissements sportifs
- Schéma de cohérence territoriale (SCOT)
- Schéma de secteur
- Création et réalisation de zone d'aménagement concertée (ZAC)
- Constitution de réserves foncières
- Création, aménagement, entretien de la voirie
- Tourisme
- Programme local de l'habitat

## Sources
- La base Aspic (Accès des services publics aux informations sur les collectivités) pour le département du Rhône
- [PDF] La Communauté de communes des Monts d'Or Azergues sur la base Banatic (Base nationale d'informations sur l'intercommunalité)